# Денисов Георгій Якович
Георгій Якович Денисов (нар. 22 лютого 1910, місто Сулин Області Війська Донського, тепер Красний Сулин Ростовської області, Російська Федерація — 20 вересня 2005, місто Москва) — радянський державний діяч, 1-й секретар Мурманського обласного комітету КПРС. Кандидат у члени ЦК КПРС у 1961—1971 роках. Депутат Верховної Ради РРФСР 3-го і 5-го скликань. Депутат Верховної Ради СРСР 6—7-го скликань.

## Життєпис
Народився в родині робітника. З 1927 року — учень слюсаря, електрик шахти Несветайантрацит міста Шахти Північно-Кавказького краю.
Член ВКП(б) з 1930 року.
До 1932 року навчався на вечірньому робітничому факультеті. У 1932—1934 роках — студент Новочеркаського індустріального інституту, закінчив два курси.
У 1934—1935 роках — у політичному відділі Маницького зернорадгоспу Азово-Чорноморського краю.
У 1935—1936 роках — у Червоній армії.
У 1936—1938 роках — секретар районного комітету ВЛКСМ в Далекосхідному краї.
У 1938—1941 роках — завідувач відділу Хабаровського обласного комітету ВКП(б); секретар із кадрів Хабаровського обласного комітету ВКП(б); 1-й секретар Охінського міського комітету ВКП(б) Сахалінської області.
У 1941—1945 роках — у Червоній армії на політичній роботі, учасник німецько-радянської війни. Служив комісаром 253-го батальйону зв'язку 6-го авіакорпусу і 84-го району авіабазування, заступником командира із політичної частини 662-го батальйону аеродромного обслуговування 1-ї повітряної винищувальної армії Протиповітряної оборони.
У 1945—1946 роках — помічник члена партійної колегії при ЦК ВКП(б).
У 1946—1949 роках — слухач Вищої партійної школи при ЦК ВКП(б).
У 1949—1950 роках — референт зовнішньо-політичної комісії ЦК ВКП(б).
У 1950—1952 роках — секретар Кабардинського обласного комітету ВКП(б).
У 1952—1958 роках — інструктор ЦК КПРС, завідувач сектора північно-західних областей відділу партійних органів ЦК КПРС по РРФСР, інспектор ЦК КПРС.
У липні 1958 — 2 грудня 1966 року — 1-й секретар Мурманського обласного комітету КПРС.
У грудні 1966 — 1977 року — член Комітету партійного контролю при ЦК КПРС.
З 1977 року — персональний пенсіонер союзного значення в Москві.
Помер 20 вересня 2005 року. Похований в Москві на Ваганьковському цвинтарі.

## Військове звання
- майор

## Нагороди
- орден Леніна
- орден Вітчизняної війни ІІ ст. (6.04.1985)
- три ордени Трудового Червоного Прапора
- орден Червоної Зірки (31.08.1944)
- орден «Знак Пошани»
- медаль «За трудову доблесть»
- медаль «За оборону Москви» (1944)
- медалі